# Референдум щодо членства Ісландії в Європейському Союзі
Референдум про відновлення переговорів про членство в Європейському Союзі запропонували провести в Ісландії. Референдум було запропоновано після того, як Партія незалежності та Прогресивна партія сформували коаліційний уряд після парламентських виборів у квітні 2013 року. Попередній уряд, очолюваний Соціал-демократичним альянсом, призупинив відкриття нових розділів у рамках переговорів про вступ перед виборами (про відкриті глави все ще ведуться переговори), і новий уряд пообіцяв не відновлювати їх, якщо їм спочатку не буде надано на це мандат. шляхом референдуму.

## Передумови
Тодішній уряд Ісландії, очолюваний Соціал-демократичним альянсом, подав заявку на вступ до ЄС у липні 2009 року після того, як країна зазнала серйозної фінансової кризи. Незважаючи на три роки переговорів, кілька важливих питань залишаються невирішеними, включаючи спільну політику в галузі рибальства. 14 січня уряд Ісландії оголосив, що переговори будуть призупинені до парламентських виборів у квітні. Нові глави до виборів не відкриватимуться, хоча переговори триватимуть щодо розділів, які вже відкриті. Правлячі ліві партії зазнали великої поразки на виборах, а центристська Прогресивна партія здобула велику перемогу.
Лідери Прогресивної партії та Партії незалежності, які виступають проти членства Ісландії в ЄС, оголосили 22 травня 2013 року, що було досягнуто коаліційної платформи, яка призупинить усі переговори про вступ до ЄС і не відновить їх, якщо спочатку не буде схвалено референдумом. Радник майбутнього прем'єр-міністра Зігмунда Давіда Гуннлаугссона заявив, що «пізніше в цьому терміні буде референдум щодо того, чи повинна Ісландія продовжувати переговори, хоча дата ще не визначена». Новий міністр фінансів Б'ярні Бенедіктсон заявив, що «Ми вважаємо, що переговори про вступ розпочалися без необхідної підтримки в Ісландії. Далі з переговорами не підемо. Ми також повинні прислухатися до того, що ЄС має сказати про наш підхід; можливо, не буде сенсу проводити референдум».
22 лютого правлячі партії погодилися офіційно відкликати заявку на членство без попереднього проведення референдуму з цього приводу та подали до парламенту законопроєкт, щоб отримати його схвалення. Однак 25 лютого голова депутатської групи Партії незалежності Рагнхейдур Рікхарддоттір оголосила про намір не голосувати за цю пропозицію.
Коаліція «Незалежність/Прогресивна» втратила більшість на парламентських виборах в Ісландії 2016 року. Після кількох невдалих спроб сформувати уряд з альтернативних комбінацій, у січні 2017 року було сформовано нову коаліцію на чолі з партією Незалежність і до якої приєдналися Регенерація та Світле майбутнє, обидві з яких підтримують членство в ЄС, а перша з яких спочатку була відколом. що залишило партію Незалежності саме в цьому питанні. Коаліційна угода передбачала проведення парламентського голосування щодо проведення референдуму про членство в ЄС.
21 березня 2022 року лідери партій Соціал-демократичного альянсу, Піратської партії та Партії реформ подали в Альтинг свої пропозиції щодо проведення референдуму про членство в ЄС до кінця 2022 року.
15 вересня 2022 року троє партійних лідерів цих партій винесли проєкт питання на референдум: "Чи хочете ви, щоб Ісландія взяла участь у переговорах з Європейським Союзом з метою укладення угоди про членство, яка буде подана на розгляд нації для схвалення чи відхилення? Варіанти відповіді будуть «так» або «ні».
20 вересня лідер Соціал-демократичного альянсу Лоґі Мар Ейнарссон написав промову для президента Ісландії Гвюдні Йоуганнессон, де вимагає проведення референдуму до кінця 2023 року.

## Громадська думка
У травні 2013 року підтримка виборців приєднання до Європейського Союзу становила 25 %. Опитування, опубліковане в січні 2014 року, показало, що 67,5 % ісландців підтримують проведення референдуму щодо продовження переговорів про вступ. Рішення уряду наприкінці лютого відкликати заявку Ісландії на членство без референдуму призвело до того, що тисячі протестувальників вийшли на вулиці біля будівлі парламенту в Рейк'явіку. Станом на 28 лютого 2014 року 82 % висловилися за проведення референдуму. Станом на 20 січня 2015 року 53 555 осіб (22,1 % виборців Ісландії) підписали петицію з вимогою провести обіцяний референдум. Опитування Gallup, проведене на початку російського вторгнення в Україну 2022 року під час російсько-української війни, показало, що ісландці (47 %) підтримують приєднання до Європейського Союзу.
| Організація     | Дата випуску      | За     | Проти  | Не впевнені |
| --------------- | ----------------- | ------ | ------ | ----------- |
| Gallup          | 9 березня 2022    | 47 %   | 33 %   | 20 %        |
| MMR             | 2 травня 2017     | 28,6 % | 48,7 % | 22,7 %      |
| MMR             | 24 лютого 2017    | 26,4 % | 54,9 % | 18,7 %      |
| Вісір           | 21 березня 2015   | 29 %   | 71 %   | —           |
| MMR             | 14 липня 2014     | 37,4 % | 45,1 % | 17,5 %      |
| Gallup          | 5 березня 2014    | 27,6 % | 52,2 % | 20,2 %      |
| Ємність         | 19 листопада 2013 | 41,7 % | 58,3 % | —           |
| Маскіна         | 19 листопада 2013 | 27,4 % | 50,7 % | 20,9 %      |
| Капасент-Геллап | 18 червня 2011    | 37,3 % | 50,1 % | 12,6 %      |
| MMR             | 12 травня 2011    | 26,3 % | 58,7 % | 15,0 %      |
| Ємність         | 18 жовтня 2008    | 48,7 % | 27,0 % | 24,3 %      |